# Фізико-географічне районування
 Районува́ння фі́зико-географі́чне  (рос. райони́рование фи́зико-географи́ческое, англ. physical and geographical regionalization, нім. physikalisch-geographische Rayonierung f) — система територіального поділу земної поверхні на супідрядні природні регіони, які відрізняються комплексом природних властивостей, зумовлених їхнім положенням, історією розвитку та характером фізико-географічних процесів. При цьому виділяються територіальні підрозділи з неповторним комплексом ознак, викликаних місцевими особливостями рельєфу, клімату, рослинності, будовою фундаменту і платформенного чохла, діяльністю людини тощо.

## Загальна характеристика
На рівнинах виділені райони відрізняються однорідною геологічною будовою, переважанням одного типу рельєфу, єдиним кліматом, однотипним поєднанням гідрогеологічних умов, ґрунтів, біоценозів. У горах райони можуть охоплювати місцеву систему окремих масивів і міжгірських западин і т. д.
Розрізняють фізико-географічне районування за компонентами природного середовища (геоморфологічне, кліматичне, за ґрунтами тощо) та комплексне (ландшафтне). Зональні одиниці комплексного районування: географічний пояс, географічна зона, підзона, фізико-географічна смуга. Азональні: сектор, країна, область, провінція, округ, район.
Фізико-географічне районування можна здійснювати, беручи до уваги лише один компонент краєвиду (рельєф, ґрунт, клімат тощо), групу тісно зв'язаних між собою компонентів (геол.-геоморфологічних, ґрунтово-рослинних, гідро-кліматичних тощо) або всі важливіші фізико-геогр. компоненти. Межі фізико-геогр. районів є подекуди виразні, часто це широкі переходові смуги, у яких виступають одна поряд однієї прикмети сусідніх районів. Р. ф.-г. України утруднене тим, що, за винятком гір (частково й зах.-укр. земель), різниці рельєфу — невеликі; тому за основу Р. доцільно брати також водостоки, рід ґрунтів і рослинність.
Перші спроби фізико-географічного районування українських земель пов'язані з Р. Євр. Росії (В. Докучаєв, Г. Танфільєв та ін.) або іст. Польщі (Е. Ромер й ін.), але вони були зовсім загальні. Докладніше є Р. ф.-г. УРСР — Б. Лічкова («Естественные районы Украины», 1922; виділено 7 районів) і П. Тутковського («Природна районізація України», 1922; виділено 7 краєвидів). Кращим є поділ усіх укр. земель, здійснений С. Рудницьким («Фізична географія України», 1925), на 20 районів на підставі геоморфологічних критеріїв; цей поділ має значення дотепер.
З новіших фізико-географічних районувань треба згадати Р. К. Воблого (у кн. «Економічна географія Радянської України», 1945), який виділив поліську, лісостеп. і степ. зони та гірську територію Карпат і Передкарпаття, а у зонах визначив 9 мікрорайонів. З Р. різних країв України цікавим є поділ Укр. Полісся на 4 райони і 28 підрайонів (у праці «Нариси про природу і сіл. господарство Укр. Полісся», 1955). Р. ф.-г. набуло нового розмаху з 1957 у зв'язку з виконанням ухвали Міністерства вищої і сер. спеціальної освіти УРСР про Р. для с.-г. цілей. Серед цих Р. треба згадати такі: схему аґрокліматичного Р. УРСР в «Атласі оіль. господарства Укр. РСР» (1958); поділ на 5 зон (ліс., лісостеп., степ., Карпати, Крим. гори) і на 25 районів. Цей поділ на 5 зон характеристичний і для ін. P., натомість відмінний є поділ зон на менші одиниці, виділені переважно на підставі геоморфологічних критеріїв. Так на карті в «Атласе Украинской ССР и Молдавской ССР» (1962) 5 зон поділено на 47 обл., а в їх межах виділено ще 28 підобластей. У «Геоморфології УРСР» П. Цися (1962) виділено 18 обл., а в їх межах 10 підобластей і 109 районів. З праць по окремих районах України цінною є праця К. Геренчука, П. Цися і М. Койнова «Природно-геогр. поділ Львівського і Подільського економічних районів» 0964). У кн. «Фізична географія Укр. РСР» (1969; автори А. Лянько, О. Маринич, М. Щербань) у межах 5 зон виділено 8 провінцій, а в межах провінцій — 50 обл. У кн. «Украина и Молдавия» (гол. ред, І. Герасимов, 1972) виділено 5 зон, 18 провінцій і 57 обл. Принципи і методика Р. у згаданих й ін. працях — різні, що і призвело до розбіжності схем P.

## Зміст і завдання фізико-географічного районування
Аналіз окремих компонентів, процесів і явищ природи, свідчить про геопростір, характеризується складною просторовою диференціацією фізико-географічних умов. Геологічна будова, рельєф, клімат, гідроресурси, ґрунти, рослинність і тваринний світ, перебуваючи між собою в складному взаємозв'язку і взаємодії, утворюють різнобарвні природні територіальні комплекси, в розміщенні яких спостерігаються певні закономірності. Вивчення взаємодії між компонентами природи та закономірностей формування та розвитку територіально обмежених природних компонентів якісна і кількісна характеристика їх властивостей мають першочергове значення для раціонального використання природних ресурсів і заходів оптимізації природного середовища на науковій основі.
Фізико-географічне районування — одна з головних проблем сучасної фізичної географії.
Фізико-географічне районування — це виділення об'єктивно існуючих у природі регіональних, фізико-географічних комплексів (країн, областей, провінцій, районів) і їх картографічне відображення.
Фізико-географічне районування необхідне для організації ефективного використання земель, раціонального розміщення промисловості, нових поселень, та інших цілей.
При виділенні фізико-географічних районів в першу чергу беруться до уваги територіальна спільність, генетична цілісність, території. Тому фізико-географічні райони являють собою цілісні територіальні масиви, виділенні на карті одним контуром і які мають власні назви.
При класифікації в одну групу (тип, клас, вид) можуть ввійти ландшафти територіально — порівняні (розсіяні) на карті вони часто представлені розірваним контуром.
При ф/г районуванні враховується індивідуальні особливості території. Кожний регіон вважається унікальним, тобто в природі немає другого Уралу, другого Прип'ятського Полісся та ін. І чим вищим є ранг регіону, тим він є унікальнішим, тим більше проявляється його індивідуальність.
Фізико-географічний регіон — це складна система, територіально цілісна, яка має багато спільного, зокрема: географічне положення; історію розвитку; географічні процеси, включає геосистеми нижчого рангу.
Районування традиційно полягало у поділі суші, материка, окремої країни та ін. на частини; система отриманих районів розглядалась як висвітлення процесів диференціації геооболонки.
Районування — це і поділ, і об'єднання геосистем одночасно. З одного боку в процесі районування послідовно розглядається регіональна структура геооболонки, яка сформувалася під впливом зональних і азональних факторів диференціації. З другого боку, процес районування є послідовним об'єднанням ландшафтів Землі у складніші територіальні системи (на основі вивчення факторів інтеграції). Поєднання цих двох підходів забезпечує найбільшу надійність, повноту і точність результатів районування.
Кожний фізико-географічний регіон, таким чином є ланкою складної ієрархічної системи, будучи структурною одиницею регіонів вищих рангів і інтеграцією геосистем нижчих рангів. Фізико-географічне районування можна визначити як розділ фізичної географії (і ландшафтознавства), який охоплює весь комплекс проблем, які відносяться до геосистем надландшафтного рівня, включаючи вивчення закономірностей, їх диференціації і інтеграції, дослідження їх структури і розвитку, їх систематизацію і опис.
Ландшафт — головна структурна ланка всіх вищих регіональних (цілих поєднаннях). Вивчення ландшафтної структури регіонів вищих рангів, їх пізнання "через ландшафти" визначаються як завдання регіонального ландшафтознавства. Між регіональним ландшафтознавством і власне районуванням немає великої різниці; фізико-географічне районування в його повному обсязі — це по суті і є регіональне ландшафтознавство, або регіональний розділ ландшафтознавства. Сюди необхідно віднести і вчення про закономірності регіональної диференціації геоболонки, як необхідна теоретична передумова для районування.
До методики районування відноситься такі питання як підбір, вивчення необхідних літературних і картографічних джерел, визначення регіональних меж і складання карт районування, методика опису районів.
Фізико-географічне районування має суттєво практичне значення і застосовується для комплексного обліку і оцінки природних ресурсів, про складання планів територіального розвитку господарства, великих меліоративних проектів та ін.